# Hans-Otto Schrader
Hans-Otto Schrader (* 8. Dezember 1956 in Bad Bevensen) ist ein deutscher Manager.

## Leben
Er studierte bis 1975 Betriebswirtschaftslehre. 1977 begann er seine berufliche Karriere beim Otto-Versand. 1993 übernahm er die Leitung des Einkaufs. Ab 1999 gehörte er dem Vorstand an. Er war von 2007 bis 2017 Vorstandsvorsitzender der Otto Group.
Schrader ist Vater zweier Kinder.